# A Dűne messiása
A Dűne messiása Frank Herbert Dűne-sorozatának második része.  1969-ben jelent meg.

## Tartalma
Tizenkét évvel az arrakisi felkelés után Paul Muad'Dib az ismert univerzum császára. A dzsihádról szóló látomásai mind valóra váltak, a fanatikus fremen hadjáratban 61 milliárd ember pusztult el. Paul víziói azt sugallják, hogy ez az út az emberiség számára még megterhelőbb lesz, és még ő sem tudja más útra terelni az eseményeket, a történelem szálai rabul ejtették.
Eközben Paul rejtett ellenlábasai elégedetlenek az új uralommal, és összeesküvést szőnek. Nem elég a császár szeme elől elrejtőzniük, de csak egy Liga-navigátor jelenlétében találkozhatnak, mert Paul jövőbelátó képességét csak a navigátorok tudják leárnyékolni. Mindannyian meg akarják buktatni Pault, és a régi erőviszonyokat visszaállítani. A Bene Gesserit (Gaius Helen Mohiam tisztelendő anya) a Kwisatz Haderach feletti felügyeletet hiányolja, hiszen ők a saját céljaikra akarták kitenyészteni a Tisztelendő Anyák férfi megfelelőjét, Paul viszont nélkülük ébredt tudatára képességeinek, és egyáltalán nem függ tőlük - a BG annál jobban a Paul irányította fűszertermeléstől. A Liga (Edric, a navigátor) régi önállóságát akarja vissza, hiszen most a császártól függ, ad-e el nekik fűszert. Irulan hercegnő, a császár felesége is támogatja az összeesküvést, ám ő személyes okokból. Bár szerelmes Paulba, az hozzá sem ér, mert kitart fremen választottja, Csani mellett. Irulan bosszúból fogamzásgátlót adagol Csani ételébe. A Bene Tleilax (Scytale, az arctáncoltató) is benne van az összeesküvésben, ők biztosítják a Paul elleni merénylet fő eszközeit.
A tleilaxiak Paulnak ajándékoznak egy gholát, akit az arrakison elesett Duncan Idaho holttestének sejtjeiből növesztettek. A ghola nem emlékszik Idaho életére, de külseje teljesen megegyezik vele. A Tleilax zenszunni filozófussá képezték a gholát, aki a Hayt nevet kapja, az összeeskövők pedig remélik, hogy összezavarja Pault, így annak meggyengül a hatalma. Ráadásul a ghola miatt a tlelaxiakkal bizalmatlan fremenek is gyanakodni kezdhetnek Paulra.
Hayt Alia, Paul húgának lelkében is nagy kavart okoz, hiszen a lány épp most serdül, és nagyon is vonzónak találja a férfit. Ketten megvitatják a város peremén talált nő holttestének ügyét. Hayt rájön, hogy bár van egy ismeretlen halott nő, de a városból nem jelentették, hogy bárki eltűnt volna, valószínűleg egy tleilaxi arctáncoltató gyilkolt, és magára öltötte a nő vonásait.
Paul maga elé idézteti Mohiam tisztelendő anyát, és cserébe Csani és születendő gyermekük életéért felajánlja mesterséges megtermékenyítés céljára a spermáját. Mohiam szeretné visszaszerezni az Atreides-gének feletti irányítást, de a mesterséges megtermékenyítés a butleri törvényekbe ütközik, ezért időt kér, amíg a Wallach IX-en lévő BG központtal tanácskozik.
Egy orvos felfedezi, hogy Csani meddőségét a titokban adagolt fogamzásgátló okozza. Amikor rádöbben, hogy ezt csak Irulan tehette, Csani meg akarja ölni, de Paul visszatartja. Csani kérdésére, hogy van-e értelme tovább barátkoznia Hayttal, azt feleli, hogy a tleilaxiak jobb munkát végeztek, mint gondolták, szerinte lehetséges visszaállítani az Idaho-emlékeket. Valójában ez a tleilax igazi terve, hogy Paul lássa: a gholák visszakaphatják a memóriájukat, így Csani halála után megzsarolhatják egy Csani-gholával.
Paul egyik öngyilkos alakulatának egy tagjának, Otheymnek a lánya elmegy Paulhoz, és kéri, hogy látogassa meg apját otthonában. Paul rájön, hogy a lány valójában arctáncoltató, ezért őrizet alá helyezteti, majd elmegy Otheymhez. A volt katona felfed egy fremenek közti összeesküvést, majd Paulnak ajándékozza egy tleilaxi származású játékszerét, Bijazt, a törpét, akibe beléplántálták az összeesküvés részleteit. Paul katonái rajtaütnek a lázadókon, de azok egy kőégetőt vetnek be, ami megvakítja Pault. A fremen hagyomány szerint a vakokat ki kell vezetni a sivatagba, hogy elpusztuljanak, mert csak hátráltatják a törzset. Paul azonban továbbra is fremen vezető maradhat, mert víziói segítségével tisztán látja a világot. A nyomozás feltárja, hogy az összeesküvés mögött Korba áll, korábban Paul fedaykin harcosa, most pedig a Muad'Dib köré épülő vallás főpapja.
Hayt kihallgatja Bijazt, aki a Haytba épített kondicionálás segítségével arra programozza a férfit, hogy Csani halála esetén felajánlja Paulnak Csani és Duncan Idaho gholáit, cserébe azért, ha lemond a trónról, és száműzetésbe vonul. Hayt nem tud róla, de arra is beprogramozzák, hogy adott körülmények között gyilkolja meg a császárt.
Paul hírül kapja, hogy Csani belehalt a szülésbe. Ikergyermekeket hozott a világra, fiút és lányt, Paul Letonak és Ghanimának nevezi el őket. Az anyjuk szervezetében keringő fűszermennyiségtől mindketten már magzat korukban tudatukra eszméltek, akárcsak Paul húga, Alia. A rossz hírre a Haytba plántált utasítások működésbe lépnek, és megpróbálja megölni Pault, de a testben felélednek a Paul védelmezése közben elszenvedett halál emlékei, ettől Hayt új és Duncan régi tudata egybekeveredik: a ghola visszanyeri a memóriáját.
Mivel Paul vízióiban csak egy gyermeket, egy lányt látott, állandó jelenképe összeomlik, most már csakugyan vak. Scytale Otheym lányának álcázva ebben a percben támad rájuk. Kést fog a gyerekek torkához, és felajánlja Csani gholáját Paul lemondásáért cserébe. Paul hirtelen csecsemő-fia szemén keresztül látja a szobát, így meg tudja ölni Scytalét.
Vaksága miatt Paul úgy dönt, a sivatagba vonul, de előtte biztosítja a fremenek hűségét a gyermekeihez, akik így öröklik a császári trónt, Aliát pedig régensnek nevezi ki. Alia közben kivégezteti a fremen lázadókat és Scytale összeesküvő társait is.

## Magyarul
- Brian Herbert–Kevin J. Anderson: A Dűne. A gépirtó hadjárat; ford. Galamb Zoltán; Szukits, Szeged, 2004